# ژاکلین کندی اوناسیس
ژاکلین کندی اوناسیس (به انگلیسی: Jacqueline Kennedy Onassis) (زادهٔ ۲۸ ژوئیه ۱۹۲۹ – درگذشتهٔ ۱۹ مه ۱۹۹۴)، همسر رئیس‌جمهور جان اف. کندی، سی و پنجمین رئیس‌جمهور ایالات متحده آمریکا بود.

## تحصیلات
او دانش آموختهٔ دانشگاه جورج واشینگتن بود.

## بانوی اول آمریکا
ژاکلین از ۱۹۶۱ تا ۱۹۶۳ بانوی اول ایالات متحده بود. وی بیشتر وقت خود را به عنوان بانوی اول به کار گرفت تا کاخ سفید را مرمت و بازسازی کند. وی همچنین در طول زندگی‌اش، به‌خاطر انتخاب‌های مد منحصربه‌فردش به عنوان یک نماد بین‌المللی در نظر گرفته می‌شد و کارش به عنوان سفیر فرهنگی ایالات متحده، او را در سطح جهانی بسیار محبوب کرد.

## پس از مرگ رئیس‌جمهور کندی
ژاکلین کندی و فرزندانش پس از ترور و خاکسپاری همسرش تا حد زیادی از دید عموم کنار کشیدند. رئیس‌جمهور جانسون که می‌خواست کار خوبی برای وی انجام دهد، با آگاهی از میراث و علاقه‌اش به فرهنگ این کشور، پیشنهاد سفارت در فرانسه را به جکلین کندی داد، اما او این پیشنهاد را رد کرد. کندی پس از یک سال اندوه در زمستان پس از ترور، به همراه فرزندانش در خانه آورل هریمن در جورج تاون ماندند و پس از یک سال در تلویزیون ظاهر شد و از مردم به خاطر "صدها هزار پیام" که از زمان ترور دریافت کرده بود تشکر کرد. او همچنین بر تأسیس کتابخانه و موزه ریاست جمهوری جان اف کندی نظارت داشت، که مخزن اسناد رسمی دولت کندی است. ژاکلین پس از مرگ کندی ها در پیامی گفت، اگر کندی ها را می کشند، پس فرزندانم هدف قرار می گیرند، من می خواهم از این کشور بروم. ژاکلین در سال ۱۹۶۸ با سرمایه‌دار یونانی ارسطو اوناسیس ازدواج کرد. این خبر آنقدر عجیب و باورنکردنی بود که تعدادی از روانشناسان آمریکایی تصمیم گرفتند با بررسی دقیق مصاحبه ها و مطالعه روی ویژگی‌های شخصیتی ژاکلین پی به این ببرند که وی می توانست در تاریخ آمریکا تصویری اسطوره ای داشته باشد چطور چنین تصمیمی گرفت. نتیجه این پژوهش اما برای کسانی که از ژاکلین بت ساخته بودند ناامید کننده بود. این روانشناسان مدعی شدند بیوه جان اف کندی به زندگی پرزرق و برق معتاد شده و به این خاطر تصمیم گرفته به پیشنهاد ازدواج اوناسیس جواب مثبت بدهد. پس از مرگ اوناسیس در سال ۱۹۷۵، وی به عنوان ویراستار کتاب در شهر نیویورک فعالیت کرد.

## مرگ
وی در ۱۹ مه سال ۱۹۹۴ بر اثر لنفوم غیرهاجکین درگذشت.

## تأثیرات
گفته شده نیکیتا خروشچف بسیار تحت تأثیر زیبایی و رفتار مطبوع وی قرار گرفت.
در سال ۲۰۱۶ نیز فیلمی به نام جکی با بازی ناتالی پورتمن درباره وقایع پس از ترور جان اف. کندی ساخته شد.
گفتنی است ژاکلین وکندی مناسباتی هم با شاه و شهبانوی ایران داشتند.

## نگارخانه

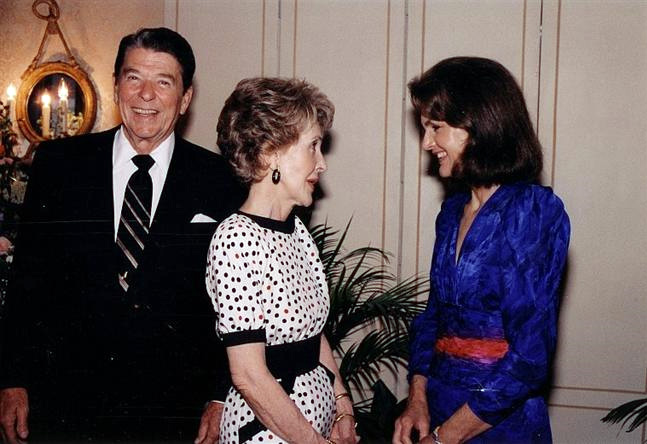
در دیدار با نانسی ریگان و رونالد ریگان
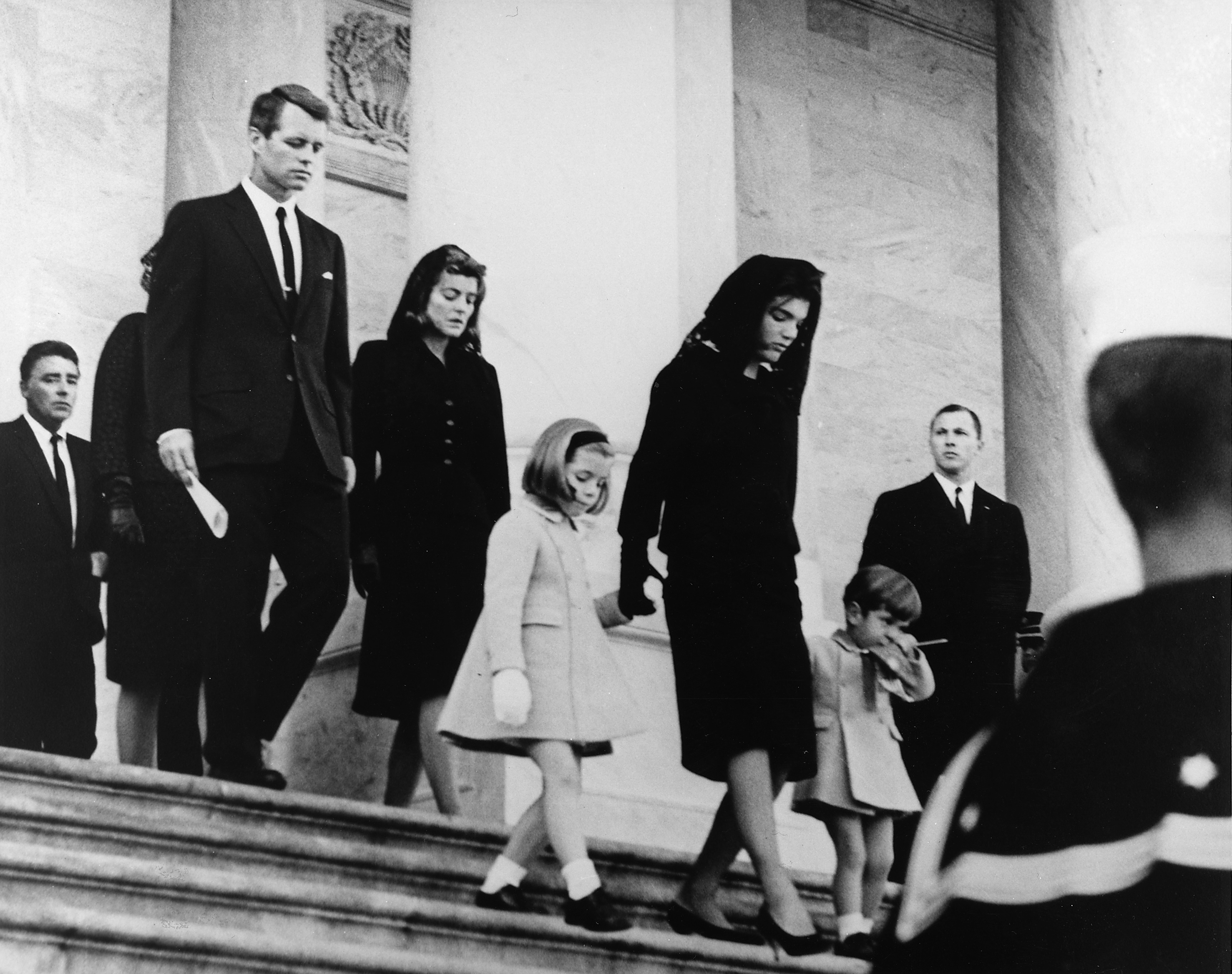
ژاکلین عزادار
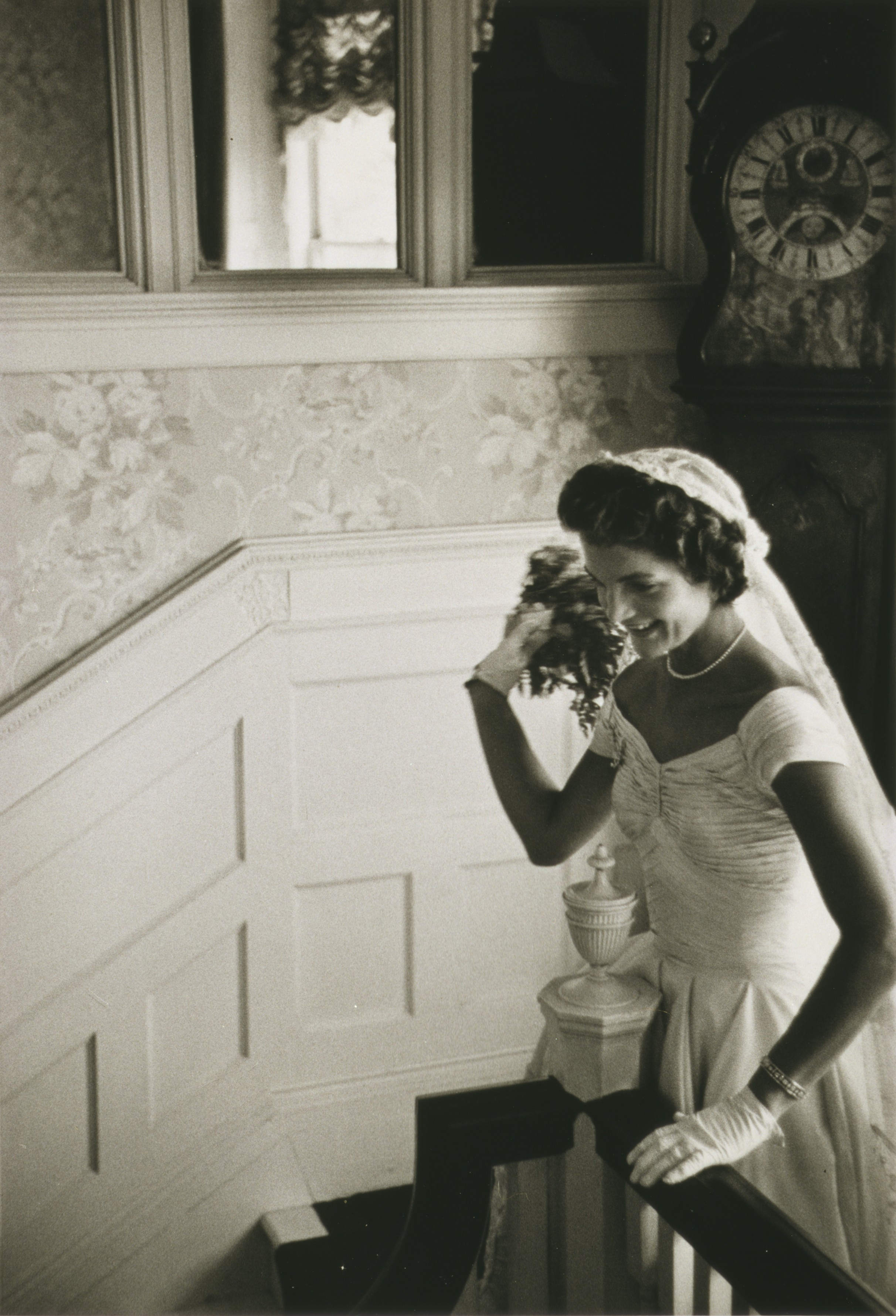
در زمان عروسی در رود آیلند